# Lobón
Lobón ist eine Gemeinde (municipio) mit 2.734 Einwohnern (Stand: 2024) in der spanischen Provinz Badajoz in der Autonomen Gemeinschaft Extremadura. Zur Gemeinde gehört auch die Ortschaft Guadajira.

## Lage
Lobón liegt etwa 28 Kilometer ostsüdöstlich von Badajoz und etwa 24 Kilometer westsüdwestlich von Mérida in einer Höhe von 245 m. Der Río Guadiana begrenzt die Gemeinde im Norden. Durch die Gemeinde führt die Autovía A-5. 

## Demografie
| Einwohnerzahl (1900–2021)                 | Einwohnerzahl (1900–2021) | Einwohnerzahl (1900–2021) | Einwohnerzahl (1900–2021) | Einwohnerzahl (1900–2021) | Einwohnerzahl (1900–2021) | Einwohnerzahl (1900–2021) | Einwohnerzahl (1900–2021) | Einwohnerzahl (1900–2021) | Einwohnerzahl (1900–2021) | Einwohnerzahl (1900–2021) | Einwohnerzahl (1900–2021) | Einwohnerzahl (1900–2021) |
| ----------------------------------------- | ------------------------- | ------------------------- | ------------------------- | ------------------------- | ------------------------- | ------------------------- | ------------------------- | ------------------------- | ------------------------- | ------------------------- | ------------------------- | ------------------------- |
| 1900                                      | 1910                      | 1920                      | 1930                      | 1940                      | 1950                      | 1960                      | 1970                      | 1981                      | 1991                      | 2001                      | 2011                      | 2021                      |
| 1110                                      | 1218                      | 1484                      | 1593                      | 1777                      | 2230                      | 3206                      | 2694                      | 2435                      | 2712                      | 2699                      | 2837                      | 2760                      |
| Quelle: Instituto Nacional de Estadística |                           |                           |                           |                           |                           |                           |                           |                           |                           |                           |                           |                           |

## Sehenswürdigkeiten

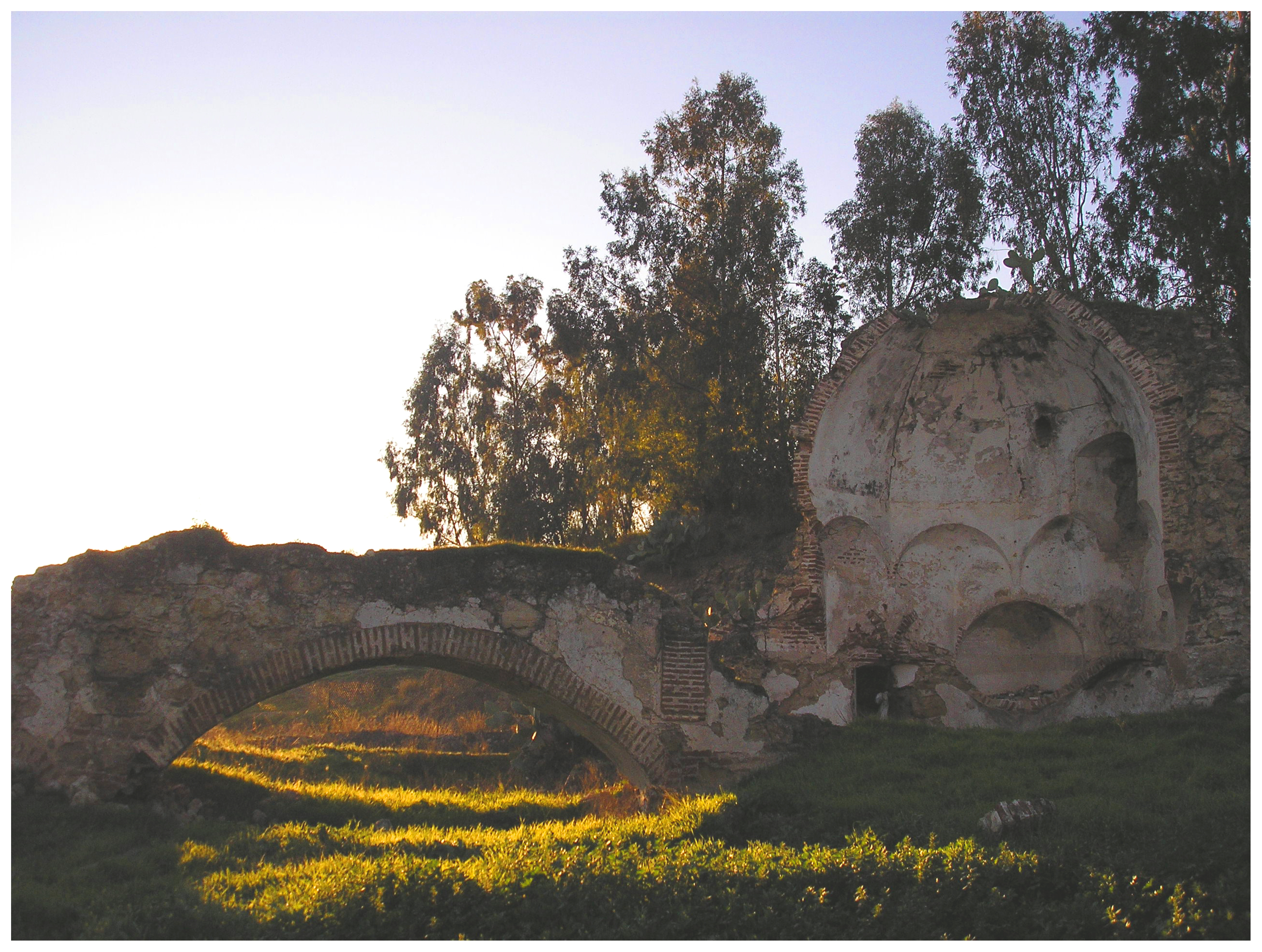
Ruine des Franziskanerkonvents
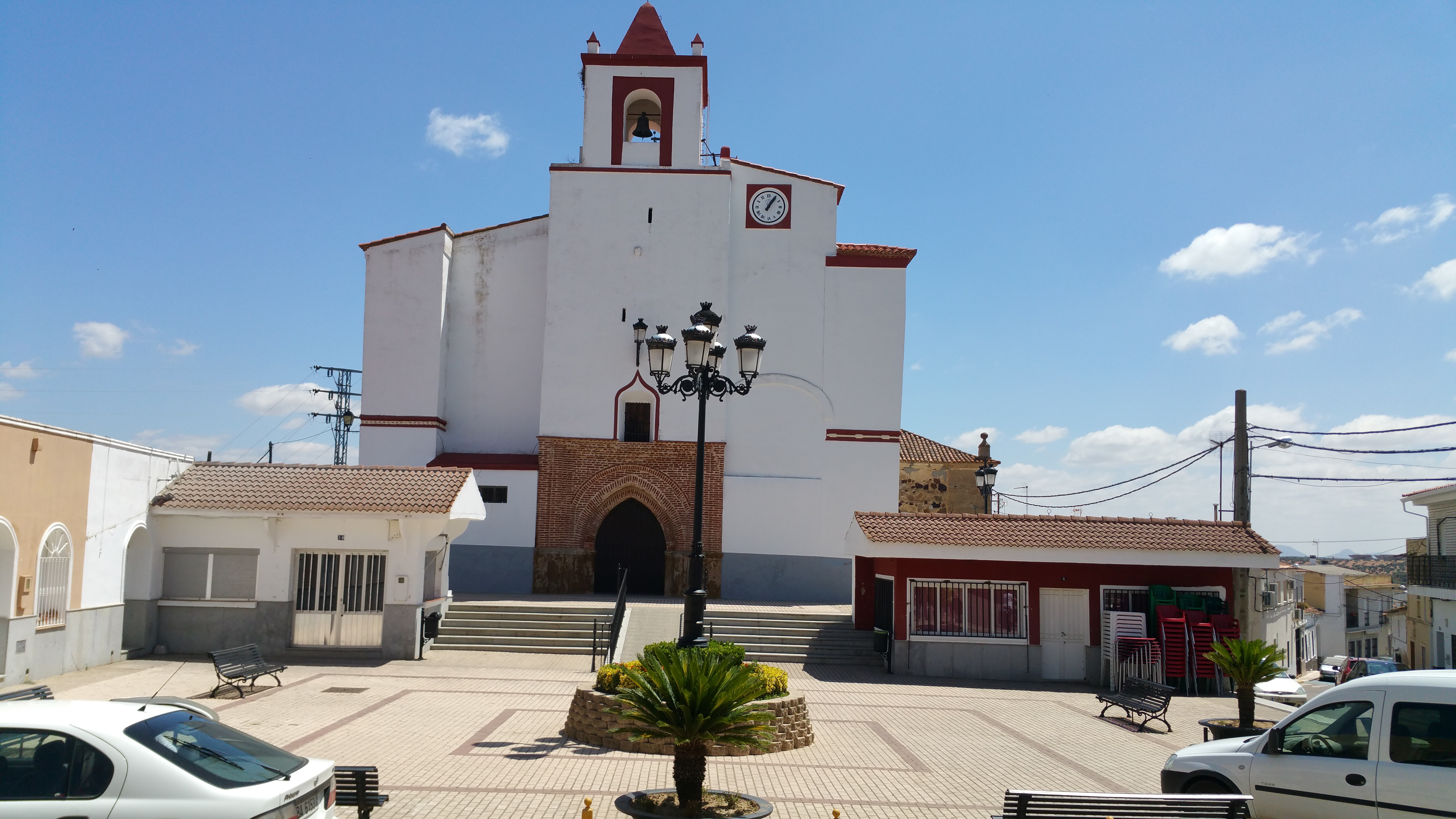
Kirche Mariä Himmelfahrt
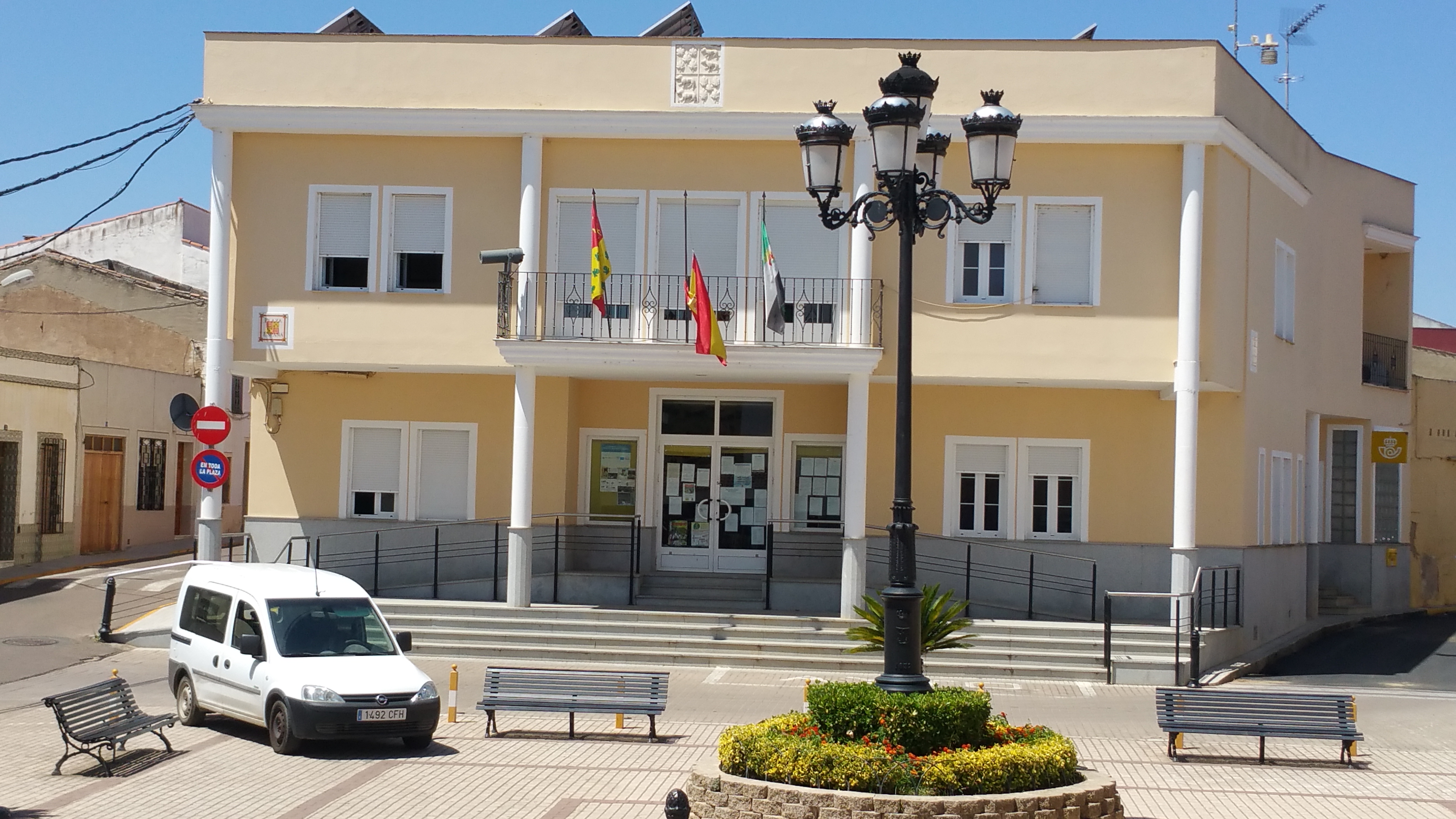
Rathaus

- Ruine des Franziskanerkonvents
- Kirche Mariä Himmelfahrt
- Rathaus